# Olethrius carolinensis
Olethrius carolinensis är en skalbaggsart som först beskrevs av Masaki Matsushita 1935.  Olethrius carolinensis ingår i släktet Olethrius och familjen långhorningar. Inga underarter finns listade i Catalogue of Life.